# عماری (خوسف)
عماری یک روستا در ایران است که در دهستان قلعه زری ٰشهرستان خوسف واقع شده‌است. عماری ۵۰ نفر جمعیت دارد.